# Nikolaikirche (Rostock)

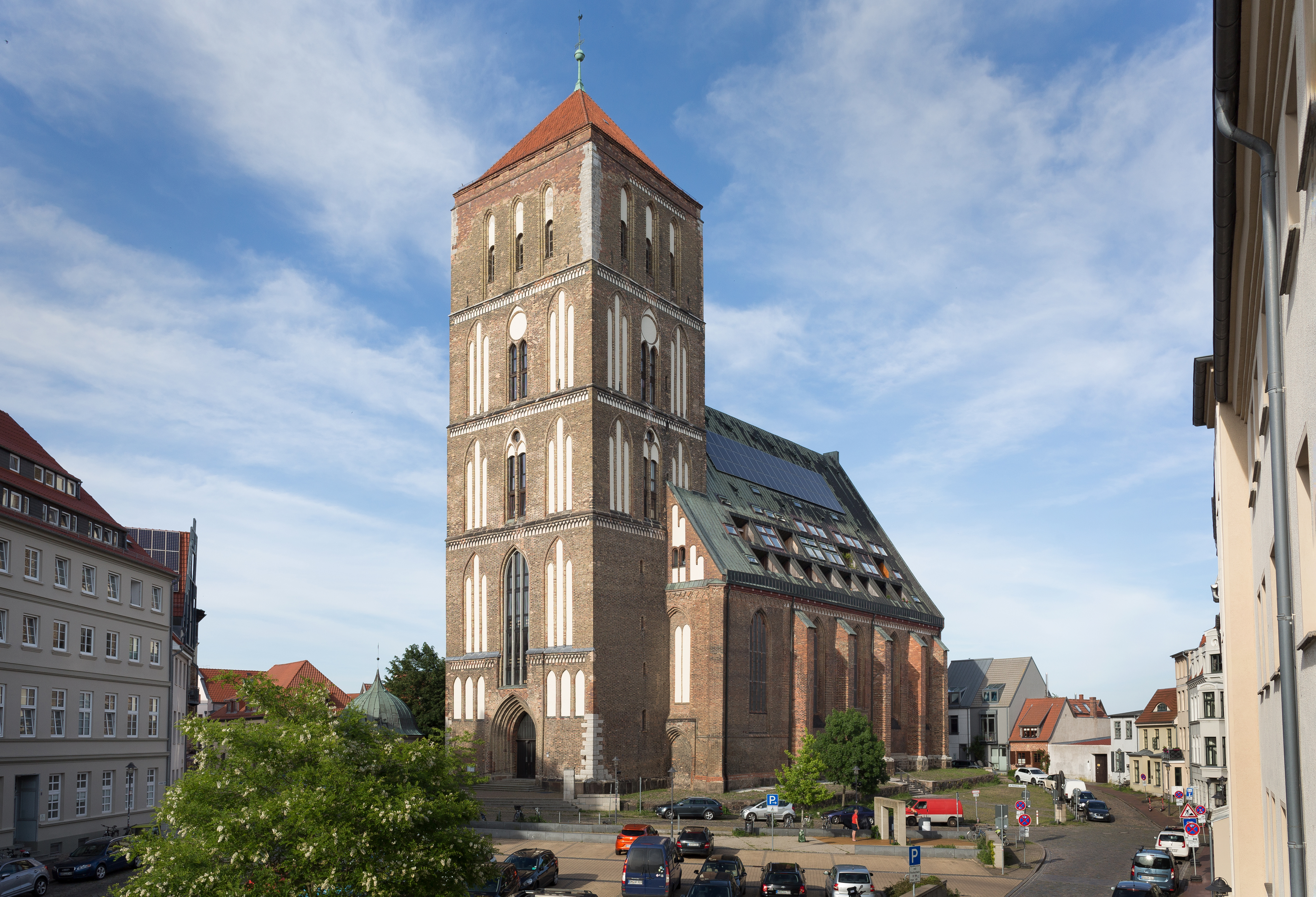
Nikolaikirche Rostock

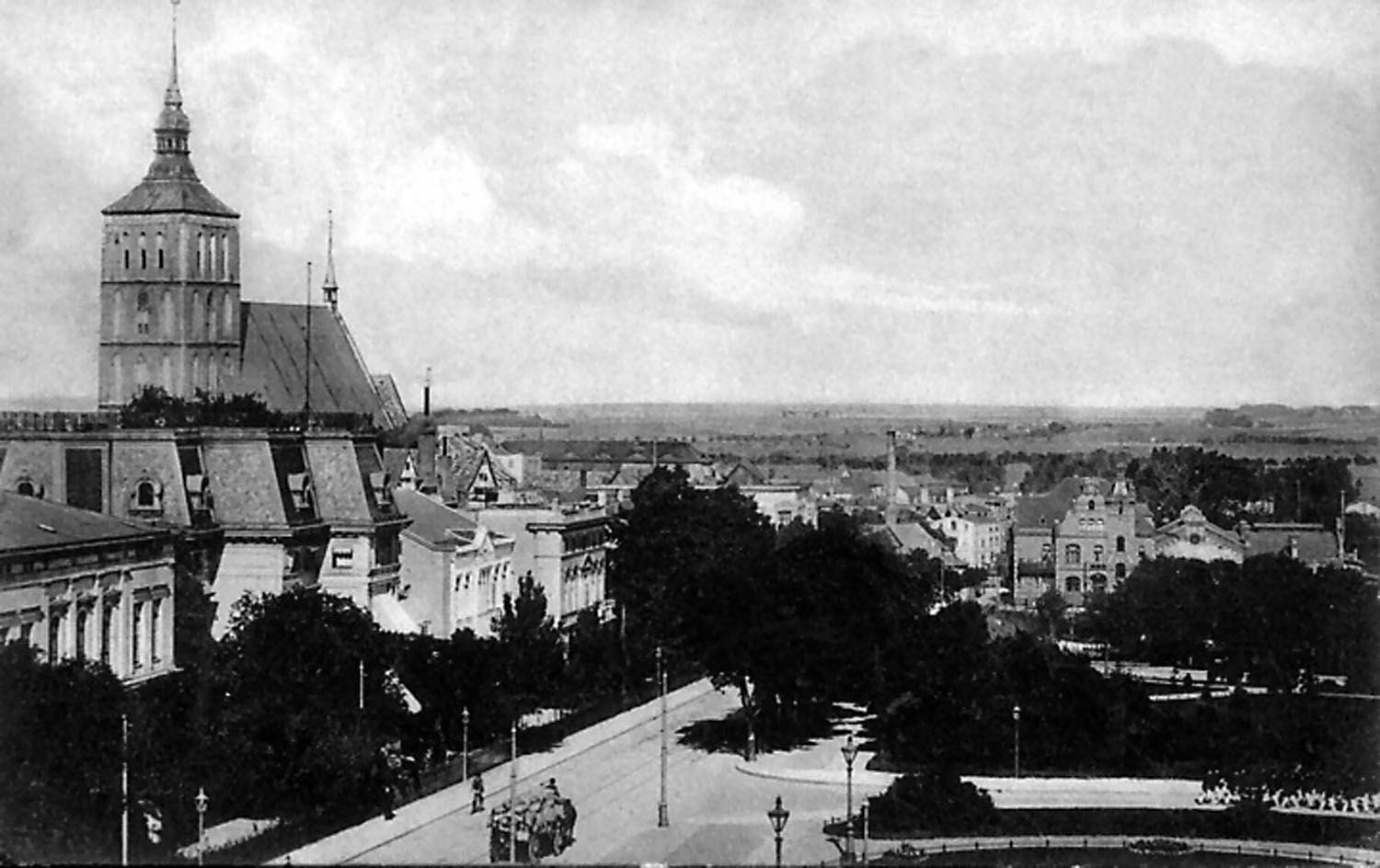
Nikolaikirche 1907, noch mit Dachreiter und barocker Kirchturmlaterne

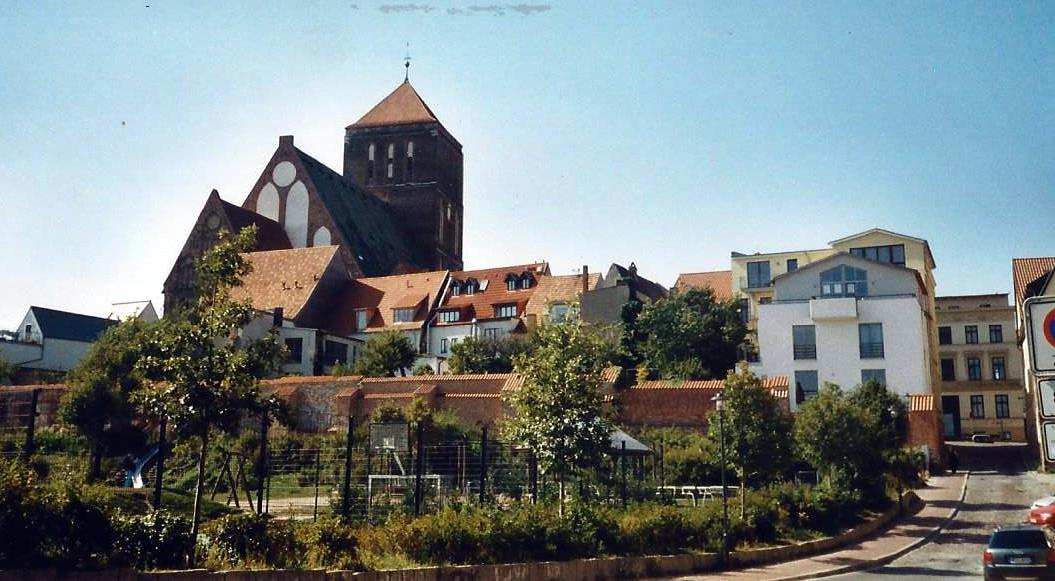
Nikolaikirche mit Stadtmauer (2004)

Die Nikolaikirche der Hansestadt Rostock wurde ab 1230 erbaut und gilt damit als eine der ältesten noch erhaltenen Hallenkirchen im Ostseeraum. Sie ist eine der drei erhaltenen großen Pfarrkirchen der Stadt und nach dem Bischof Nikolaus von Myra benannt. Wie die Marienkirche und die Petrikirche gehört sie zur Evangelisch-Lutherischen Innenstadtgemeinde Rostock in der Propstei Rostock im Kirchenkreis Mecklenburg der Evangelisch-Lutherischen Kirche in Norddeutschland. 
Das Dachgeschoss wurde zu Wohnungen ausgebaut. Im Kirchenraum finden nur gelegentlich Gottesdienste statt. Die Kirche versteht sich als ein übergemeindliches, geistliches und kulturelles Zentrum der Stadt, offen für kirchliche und andere kulturelle Nutzung und wird zumeist als Konzertkirche genutzt.

## Baugeschichte
Die Kirche wurde als Backsteinkirche auf einem Feldsteinsockel errichtet, eine Erweiterung um den Chor und ein Joch des Schiffes Richtung Westen mit dem mächtigen, quadratischen Turm folgten im 15. Jahrhundert. Der ursprüngliche Bau war dreischiffig mit Kreuzrippengewölben auf Rundpfeilern. Die erste Erwähnung der dem Schutzpatron der Fischer und Seefahrer Sankt Nikolai geweihten Kirche datiert von 1257. Die Weihe erfolgte 1312.

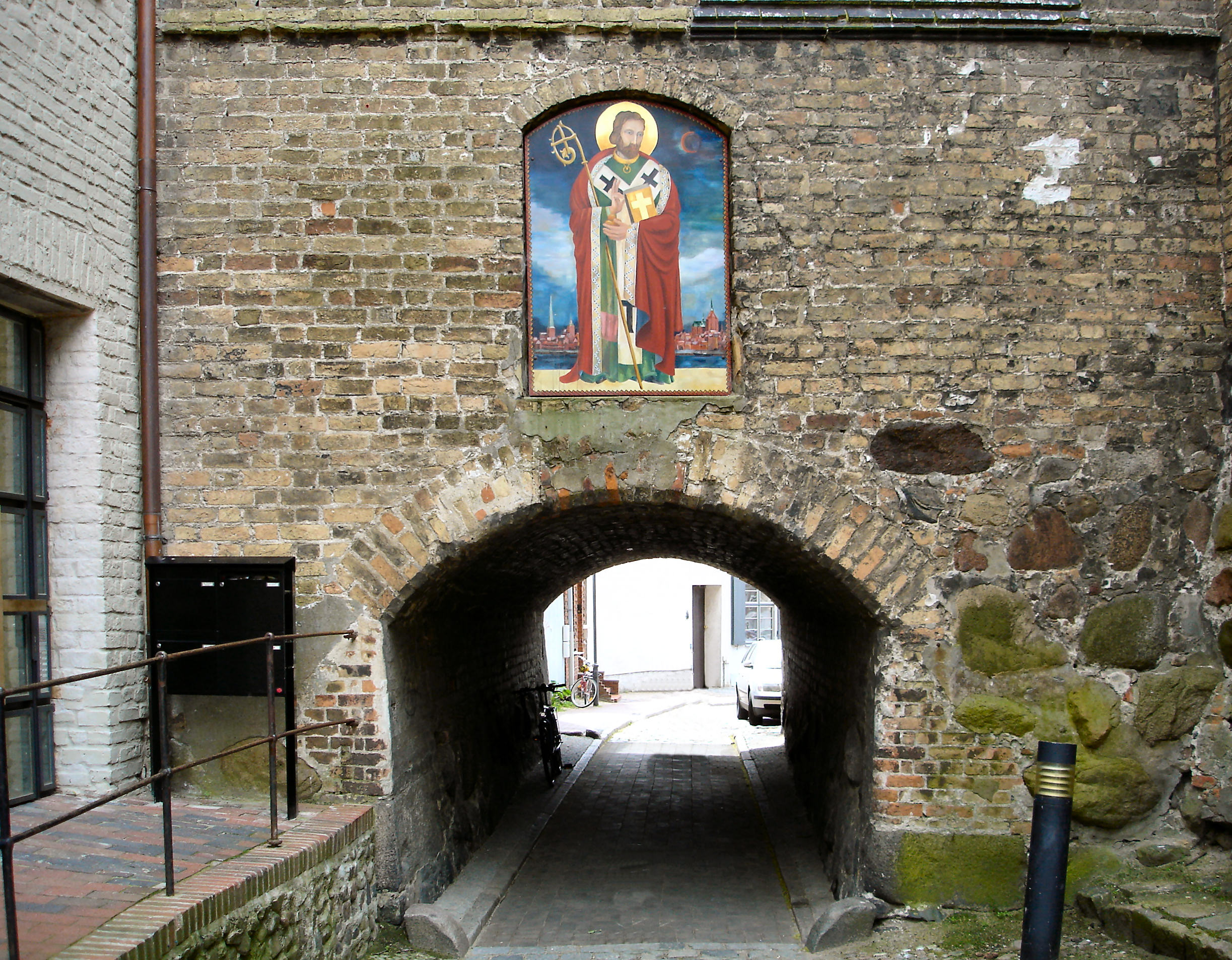
Schwibbogen mit Bildnis des Hl. Nikolaus

Der Chor musste so hoch gebaut werden, dass unter ihm ein Straßendurchgang, der Schwibbogen, zur Durchfahrt blieb. Diese Durchfahrt, über der ein Bildnis des Heiligen Nikolaus zu sehen ist, ist heute noch erhalten. Die nördlich an das Schiff angebaute Sakristei, die Gerberkapelle, wurde 1431 erstmals erwähnt. Daneben gab es noch das kunstgeschichtlich bedeutsame Oktogon, welches erst bei der Restaurierung im 19. Jahrhundert abgebrochen wurde.
Der ursprünglich schlanke, gotisch-spitze Turm, der mit seinen 132 Metern die benachbarte Petrikirche überragte, wurde 1703 durch einen Orkan zerstört und 1706 mit einem Pyramidendach mit einer dem Stil der Zeit angepassten, barocken Laterne versehen. Im Jahre 1758 wurde die Orgel geweiht und die Kanzel fertiggestellt.
Bekannte Pastoren der Kirche waren Simon Leupold (1542) und Johannes Aurifaber (1550). Der Maler David Kindt malte 1648 das Gemälde Die Anbetung der Hirten für die Kirche.
Während des Vier-Nächte-Bombardements der britischen Luftwaffe vom 23. bis zum 27. April 1942 brannten der Turm und das Kirchenschiff völlig aus, und das Gewölbe des Kirchenschiffes, nicht aber jenes des Chors, stürzte ein. Die Orgel und die in Rostock einzigartige barocke Kanzel sowie Grabplatten und Epitaphien wurden zerstört, ebenso das mittelalterliche zinnerne Taufbecken. Einige Holzschnitzereien (St. Nikolaus und Christus) und der Hochaltar wurden durch Auslagerungen gerettet. Der restaurierte gotische Hochaltar befindet sich heute im nördlichen Querschiff der Marienkirche. Im Kirchenschiff befinden sich Teile einer alten Wandbemalung vom Anfang des 15. Jahrhunderts. 1948 wurde der Chorraum als Notkirche eingeweiht. Kirchenschiff und Turm standen bis 1976 nur notdürftig als mit einem Behelfsdach gesicherte Ruine, deren Wiederherstellung lange fraglich war.

## Umwidmung mit erweiterter Nutzung

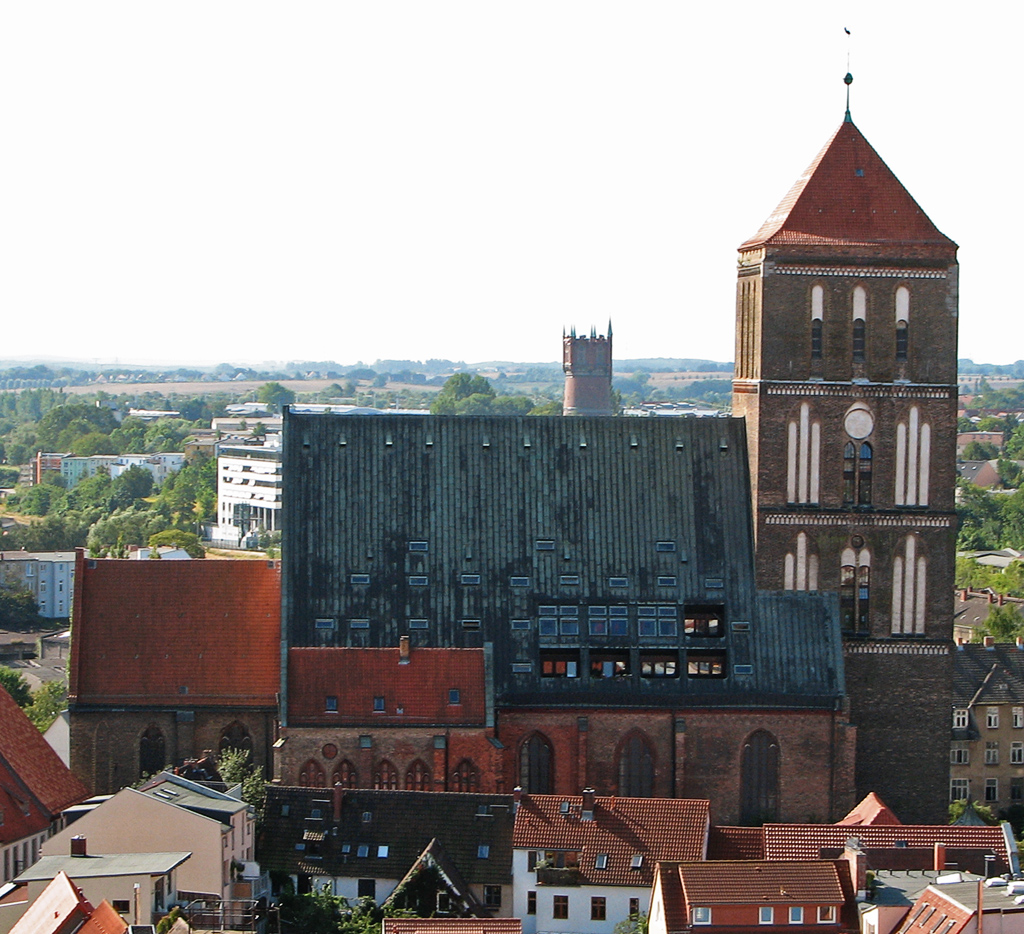
Nordansicht der Kirche (Blick von St. Petri), im Hintergrund der Wasserturm

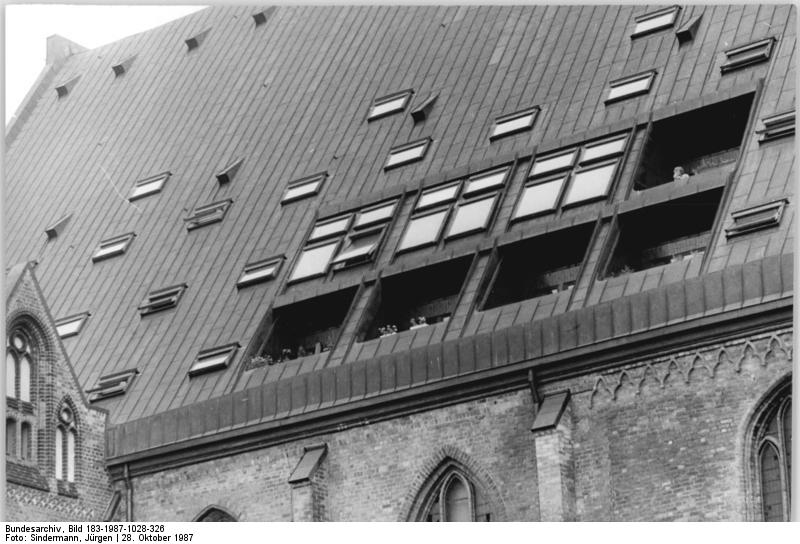
Wohnungen im Dach der Nikolaikirche

1974 wurden die Kirchengemeinden St. Petri und St. Nikolai zusammengelegt und es wurde beschlossen, die Nikolaikirche als Gemeindekirche aufzugeben. Eine umfassende Rekonstruktion erfolgte ab 1976, finanziert aus einem Kirchenbauprogramm in der DDR. In den Turm wurden Büros und andere Diensträume für die Kirchenverwaltung eingebaut. Ein für die Zeit ungewöhnliches Projekt war auch der Einbau von drei Wohnetagen in das wieder errichtete Kirchendach. Der Dachreiter am östlichen Ende des Kirchenschiffs wurde nicht wiedererrichtet. Rekonstruiert wurde allerdings der zerstörte Ostgiebel des Kirchenschiffs.
Ab 1991 erfolgten dann der Gewölbeeinbau, Einbau einer Heizung und Verlegung von Kalksteinplatten im Kirchenschiff. Am 5. Juli 1994 fand die feierliche Wiedereröffnung der Kirchenhalle mit einer Aufführung der h-Moll-Messe von Johann Sebastian Bach statt. Seit damals werden auch wieder Gottesdienste gefeiert. Im Jahr 1998 fusionierten die Petri-Nikolai-Gemeinde, die St. Jakobi-Gemeinde und die St. Marien-Gemeinde zur Evangelisch-lutherischen Innenstadtgemeinde Rostock. Seither finden zu festen Terminen (Weihnachten, Reformationstag) und in größeren Abständen auch an Sonntagen oder zu besonderen Anlässen Gottesdienste statt. Gleichermaßen wird die Kirche zu Veranstaltungen unterschiedlicher Art vermietet und als "Kirchliches Zentrum Nikolaikirche" verwaltet. Die Aufsicht obliegt dem Kuratorium der Nikolaikirche, die zur Innenstadtgemeinde gehört.
Die heutige Orgel (Baujahr 1971) ist eine Gabe der Philippusgemeinde im bayerischen Rummelsberg. Sie wurde am 21. April 2002 geweiht. Unter dem Kirchenschiff befindet sich eine Gruft mit Sarkophagen des Casimir Albrecht von Moltke und seiner Frau, Johanna von Wilken, Vermählte von Molteken, über der früher der Moltkesche Beichtstuhl von 1741 stand.

## Orgel

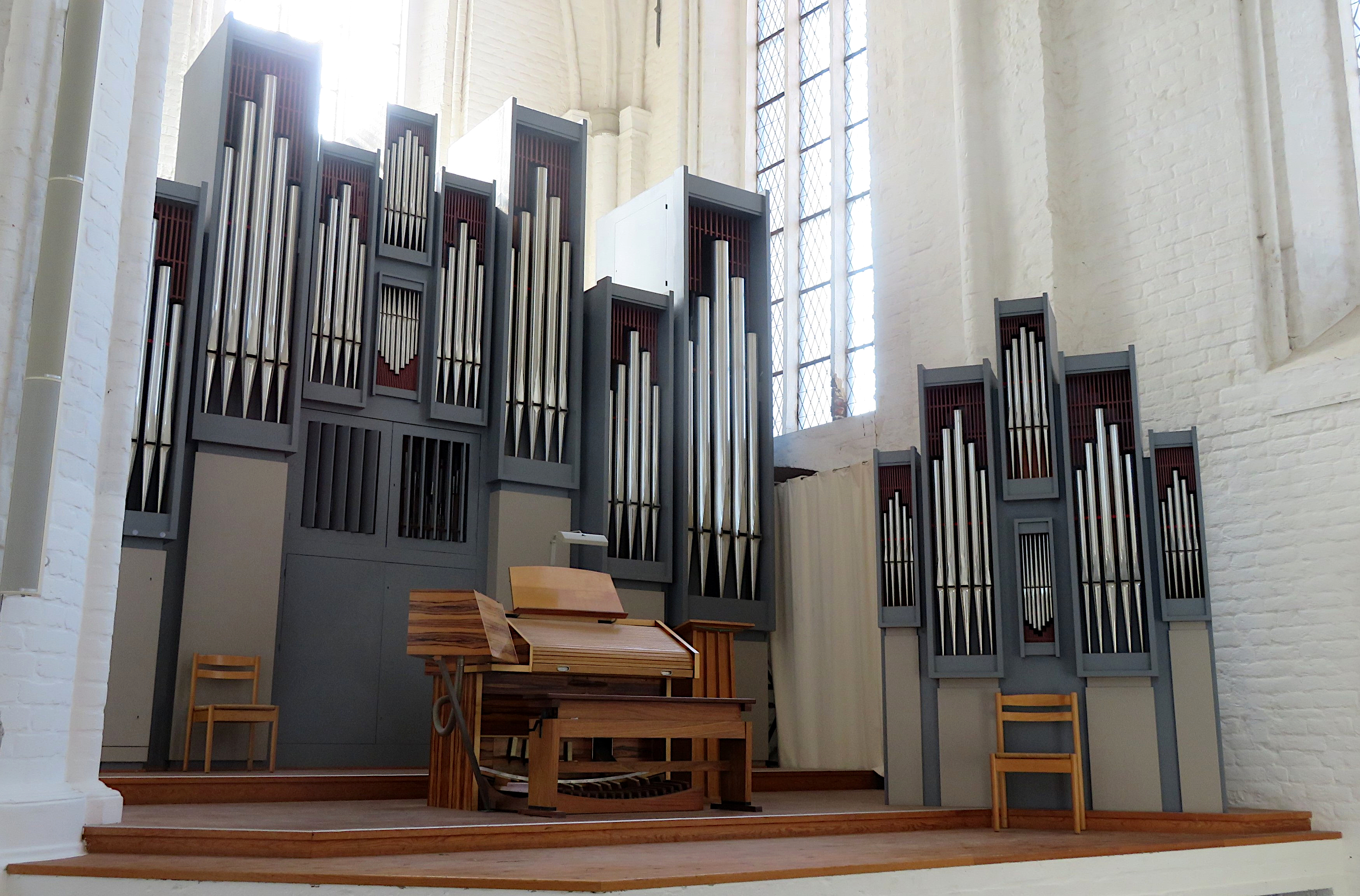
Schmid-Orgel

Für Konzerte steht seit 2002 eine große Orgel zur Verfügung. Das Instrument wurde 1971 durch den Orgelbauer Gerhard Schmid (Kaufbeuren) für die evangelische Philippuskirche in Rummelsberg (Bayern) gebaut und gelangte 2002 nach Rostock, wo sie durch die Erbauerfirma neu errichtet wurde. Das Schleifladen-Instrument hat 35 Register auf drei Manualen und Pedal. Die Spieltrakturen sind mechanisch, die Registertrakturen elektrisch.
| I Rückpositiv C–g3 |               |      |
| 1.                 | Holzgedackt   | 8′   |
| 2.                 | Praestant     | 4′   |
| 3.                 | Kleinpommer   | 2′   |
| 4.                 | Oktave        | 1′   |
| 5.                 | Cymbel II-III | 1⁄2′ |
| 6.                 | Krummhorn     | 8′   |
|                    | Tremulant     |      |

| II Hauptwerk C–g3 |               |       |
| 7.                | Gedecktpommer | 16′   |
| 8.                | Prinzipal     | 8′    |
| 9.                | Spitzflöte    | 8′    |
| 10.               | Oktave        | 4′    |
| 11.               | Koppelflöte   | 4′    |
| 12.               | Gemsquinte    | 2 ⁄3′ |
| 13.               | Schwiegel     | 2′    |
| 14.               | Mixtur IV     | 1 ⁄3′ |
| 15.               | Trompete      | 8′    |

| III Schwellwerk C–g3 |                 |        |
| 16.                  | Weidenpfeife    | 8′     |
| 17.                  | Rohrflöte       | 8′     |
| 18.                  | Schweizerpfeife | 4′     |
| 19.                  | Prinzipal       | 2′     |
| 20.                  | Nasat           | 2 ⁄3′  |
| 21.                  | Terz            | 1 5⁄5′ |
| 22.                  | Septime         | 1 ⁄7′  |
| 23.                  | None            | 8⁄9′   |
| 24.                  | Scharf III      | 1′     |
| 25.                  | Schalmey        | 8′     |
|                      | Tremulant       |        |

| Pedal C–f1 |            |     |
| 26.        | Akustikbaß | 32′ |
| 27.        | Prinzipal  | 16′ |
| 28.        | Subbaß     | 16′ |
| 29.        | Oktave     | 8′  |
| 30.        | Gedecktbaß | 8′  |
| 31.        | Choralbaß  | 4′  |
| 32.        | Gemshorn   | 2′  |
| 33.        | Hornbaß II |     |
| 34.        | Posaune    | 16′ |
| 35.        | Trompete   | 8′  |

- Koppeln: I/II, III/II, I/P, II/P, III/P
- Spielhilfen: freie Kombinationen

## Glocken
Das heutige Geläut der Nikolaikirche setzt sich wie folgt zusammen:
- Glocke 1 – des′
  - Inschrift: Ich bin bei euch alle Tage, bis an der Welt Ende.
- Glocke 2 – es′
  - Inschrift: Christus spricht: Ich bin das Licht und das Leben.
- Glocke 3 – f′
  - Inschrift: Ich bin die Auferstehung und das Leben.
- Glocke 4 – as′
  - Inschrift: Ich bin der Weinstock, ihr seid die Reben.

Alle Inschriften werden durch Ev.- Luth. Kirchengemeinde St. Nikolai zu Rostock 1962 ergänzt. Die Glocken wurden von der Glockengießerei Schilling & Lattermann in Morgenröthe-Rautenkranz gegossen, einer Kooperationsfirma der Glockengießerei in Apolda. Die Glocken werden zu den gelegentlichen Gottesdiensten geläutet sowie zu Weihnachten, Ostern und zum Jahreswechsel. Mit Beginn der Corona-Pandemie wurde im Jahr 2020 auch ein tägliches Abendläuten eingeführt. Alle Glocken werden von Hand geläutet.